# Szürkő-sziget
A Szürkő-sziget (ritkábban Horányi-sziget, vagy Petrik-sziget) egy sziget a Duna mentén Magyarországon, Szigetmonostor és Dunakeszi között, a Duna fő ágában. Közigazgatásilag Szigetmonostorhoz tartozik, annak Horány nevű üdülőrészének déli végénél, közvetlenül a dunakeszi kompátkelővel szembeni-feletti szakaszon.

## Leírása
Az először egy 1886-os térképen megjelenő zátony akkor 322 négyszögöl méretű volt (kb. 1159 négyzetméter). 1941-ben már 1 katasztrális hold és 1250 négyszögölre mérték, míg az 1950-es évek végére 8 katasztrális holdra és 976 négyszögölre hízott (kb 49,5 ezer négyzetméter), ami alig kisebb, mint a Lupa-sziget. Az egykori zátony mérete és alakja is nagyjából ekkorra stabilizálódott, területe nagyrészt erdős volt, kisebb részén pedig állatokat legeltettek.
Szürkőt 1956. augusztus 15-én dr. Petrik Béla budapesti szabómester vásárolta meg akkori tulajdonosától és 1957. január 19-én került a nevére. A szerződésből a mérete kimaradt. Területét csak ezt követően egy évvel, 1958 január 9-én mérték fel. Bár az már az adásvételnél egyértelmű volt, hogy jóval nagyobb, mégis csak ekkor derült ki, hogy közel nyolcszor akkora, mint 1941-ben volt. Noha az akkori törvények nem engedtek 2 katasztrális holdnál nagyobb magánbirtokot, valamint minden dunai szigetet az állam "szocialista tulajdonába" rendeltek, Szürkő teljes egészében Petrik kezén maradhatott. A későbbi állami rendelkezésekből (az egy holdnál nagyobb rész kötelező bérbeadása a helyi termelőszövetkezetnek, majd később ezen területek kötelező állami kivásárlása) is szerencsésen kimaradt, ahogy az 1961-es földrendezések során sem történt meg a telek valóságnak megfelelő besorolása. 
Petrik 1959-től 1968-ig szinte teljes adómentességet is kijárt magának a szigettel kapcsolatban. Ennyi idő alatt összesen kb. 32-34 kilogramm búzát fizetett csak be földadóként és csupán egyszer, 1967-ben fizetett 82 forint mezőgazdasági jövedelemadót. 
1965-től kezdve a környéken szokásos (a máig is rendszeres áradások miatt) magas lábakon álló víkendházakat kezdett építeni a szigetre, amit ötven "eszmei hányadra" osztott (mivel a hivatalos parcellázás jogi problémákba ütközött volna) és azokat a terület rendben tartásáért cserébe kiadta használatra az általa válogatott "rendes embereknek", akik elsődlegesen a Magyar Nemzeti Bank evezős köréből kerültek ki. Petrik később 14 "eszmei hányadot" el is adott. Az egyik ilyen adásvételi szerződésen akadt fenn az egyik ügyintéző, amiből végül visszamenőleg minden szabálytalanság kiderült. Ennek nyomán 1972-ben építési tilalmat adtak ki a szigetre, majd a történetet először feldolgozó 1973-as újságcikkben Jókai arany emberéhez hasonlított Petrik Bélát perbe fogta az állam. A hosszas pereskedés végén, 1979-ben végül a helyzet rendezéseként a 14 eladott eszmei hányad tulajdonosai tulajdonosok maradhattak, de a sziget egyéb része állami tulajdonba került, az állami területen a rajta lévő építményeket onnantól kezdve az államtól bérelték használóik. Az állam a rendszerváltás után a helyi önkormányzat tulajdonába adta az általa tulajdonolt részt. Jelenleg a sziget cca. 25 tulajdonos, köztük Szigetmonostor Község Önkormányzata által közösen tulajdonolt külterület 020 hrsz. ártéri erdő besorolású ingatlan. 
Területe máig is mentes minden gépjárműtől és kizárólag magán vízi járművel közelíthető meg. Tömegközlekedéssel hozzá legközelebb a Horány-Dunakeszi kompátkelő horányi oldalára lehet eljutni, ami közvetlenül a sziget déli csücske mellett található.
Ismert telepesei voltak Somkúti Ilona (Cica néni), aki a magyar női evezőssport újjáépítője volt a II. világháború után és Szilágyi István színész. Az 1965-ös alapító "telepesek" közül már csak a Forgács és a Horváth család leszármazói maradtak a szigeten, a többi család feladta a folyamatos küzdelmet az árvizekkel, viharkárokkal és a szigeti "mostoha" körülményekkel. 
A sziget élővilága jellemzően vadkacsák, hódok, mókusok, ártérre jellemző madarak (kiemelten fülesbagoly), rágcsálók. Elvétve átúszik menyét, sakál, vaddisznó, szarvas, őz. A sziget tulajdonosi köre 2022. óta együttműködik a Sünmentő Alapítvánnyal, számos sérült védett sün itt kapott új életre lehetőséget.
A sziget 6méter 20 cm-es vízállásnál teljesen víz alá kerül.